# Telamon (manzana)
Telamon es una  variedad cultivar de manzano (Malus domestica). 
Un híbrida del cruce de 'Wijcik McIntosh' x 'Golden Delicious'. Uno de los seis cultivares columnares (Maypole, Telamon, Tuscan, Trajan, Charlotte, Obelisk) pertenecientes a la serie Ballerina de manzanos columnares, desarrollados en la East Malling Research Station en Kent (Inglaterra). Las frutas tienen  pulpa jugosa bastante firme, de textura bastante gruesa con un sabor dulce y aromático.

## Sinonimia
- "Waltz",
- "Ballerina Waltz",
- "Ultraspire",
- "Colonnade".

## Historia
'Telamon' es una variedad de manzana, híbrida del cruce de 'Wijcik McIntosh' x 'Golden Delicious'. Desarrollado y criado a partir de 'Wijcik McIntosh' como Parental-Madre mediante una polinización por la variedad 'Golden Delicious' como Parental-Padre, de la "serie Ballerina" de manzanos columnares desarrollados bajo la dirección de Ken Tobutt en la Estación de Investigación East Malling en Maidstone, Kent (Reino Unido). Fue creado en 1976. Seleccionado en 1984 en el Probatorio Nacional de Frutas (National Fruit Trials),  Brogdale Farm, Faversham, Kent. Inicialmente designado "SA 251-18", más tarde se le dio el nombre de Telamón. Los nombres 'Waltz' y 'Ultraspire' se adoptaron con fines de marketing. Fue lanzado a los circuitos comerciales en 1989.
'Telamon' está cultivada en diversos bancos de germoplasma de cultivos vivos tales como en National Fruit Collection (Colección Nacional de Fruta) de Reino Unido con el número de accesión: 1996-073 y Nombre Accesión : Telamon.

## Características
'Telamon' presenta un hábito de crecimiento columnar erguido, moderadamente vigoroso. Portador de espuelas. Los espolones fructíferos se desarrollan cerca del tallo principal. Puede ocurrir alguna ramificación lateral del tallo principal, pero generalmente es causada como resultado de un daño a un espolón fructífero y se puede cortar. El follaje tiende a ser denso a lo largo del poste del árbol. Tener el árbol protegido es esencial en lugares ventosos, ya que los vientos fuertes pueden dañar las yemas terminales y provocar ramificaciones secundarias. Los árboles se pueden plantar a un metro de distancia. Se puede cultivar en macetas. Tiene un tiempo de floración que comienza a partir del 4 de mayo con el 10% de floración, para el 9 de mayo tiene una floración completa (80%), y para el 17 de mayo tiene un 90% caída de pétalos. Presenta vecería.
'Telamon' tiene una talla de fruto medio que tiende a ser grande; forma generalmente redondo a cónico redondo, a menudo asimétrico, con una altura de 60.00mm, y con una anchura de 67.00mm; con nervaduras evidentes en la cuenca calicina; piel con textura textura con hoyuelos o martillada en la superficie de la piel, epidermis con color de fondo es verde que madura a amarillo dorado con un rubor rojo sustancial en las caras expuestas al sol, importancia del sobre color medio-bajo, y patrón del sobre color chapa / moteado, ruginoso-"russeting" (pardeamiento áspero superficial que presentan algunas variedades) bajo; la piel tiende a ser lisa se vuelve grasienta en la madurez con lenticelas de tamaño mediano; cáliz mediano y abierto, colocado en una cuenca de mediana profunda y estrecha, ligeramente fruncida; pedúnculo corto y de calibre grueso, colocado en una cavidad cubierta de ruginoso-"russeting" profunda y estrecha; carne es de color crema es de grano medio, crujiente, con sabor jugoso y moderadamente dulce con cierto grado de acidez.
Su tiempo de recogida de cosecha se inicia a principios de septiembre. Se mantiene bien durante dos meses en cámara frigorífica.

## Usos
Una buena manzana de uso de postre fresca en mesa.

## Ploidismo
Diploide, auto estéril. Grupo de polinización: C, Día 12.